# Mark Evans
Mark Whitmore Evans (ur. 2 marca 1956 w Melbourne) – australijski muzyk rockowy, dawniej basista AC/DC.
Urodził się w robotniczej dzielnicy Melbourne, Trahan. W latach 1975–1977 był członkiem zespołu AC/DC. Okoliczności przyjęcia go do zespołu były anegdotyczne - AC/DC koncertowało w hotelu, z którego Evans został nieco wcześniej zwolniony; Evans chciał dostać się na koncert, ale ochrona hotelu, mając odpowiednie polecenia kierownictwa, starała się nie wpuścić byłego pracownika. W czasie zamieszania w obronie fana stanął lider AC/DC Bon Scott oraz dawny znajomy Evansa, zatrudniony w obsłudze technicznej. Dzięki ich interwencji mógł on nie tylko wysłuchać koncertu, ale kilka tygodni później sam został basistą.
Odszedł z zespołu w 1977 po konflikcie z Angusem Youngiem. Grał później w kilku innych zespołach w Australii.